# Woman Across the River (альбом Фредді Кінга)
Woman Across the River — студійний альбом американського блюзового музиканта Фредді Кінга, випущений у 1973 році лейблом Shelter.

## Опис
Останній альбом Кінга на лейблі Shelter став одним з найбільш добре опрацьованим у плані продюсування, з аранжуванням струнних та участі жіночого бек-вокального гурту. Тут були застосовані дещо сильніші елементи рок-музики, аніж на його попередніх роботах на Shelter, альбом містить як блюзові стандарти (пісні Віллі Діксона та Елмора Джеймса), пісні Леона Расселла (який став продюсером цього альбому), і більше матеріалу, орієнтованого на ритм-енд-блюз та соул, а саме пісні Рея Чарльза і Персі Мейфілда.
Став першим альбом Кінга, який потрапив до національних чартів, посівши у 1973 році 54-е місце в R&B Albums і 158-е в The Billboard 200 хіт-парадах журналу «Billboard».

## Список композицій
1. «Woman Across the River» (Аллен Джонс, мол., Беттай Крутчер) — 2:46
2. «Hootchie Cootchie Man» (Віллі Діксон) — 3:32
3. «Danger Zone» (Персі Мейфілд) — 4:32
4. «Boogie Man» (Чак Блеквелл, Леон Расселл) — 3:45
5. «Leave My Woman Alone» (Рей Чарльз) — 3:33
6. «Just a Little Bit» (Ерл Вашингтон, Джон Торнтон, Пайні Браун, Ральф Басс) — 2:27
7. «Yonders Wall» (Елмор Джеймс) — 2:25
8. «Help Me Through the Day» (Леон Расселл) — 2:27
9. «I'm Ready» (Віллі Діксон) — 3:45
10. «Trouble In Mind» (Річард Джонс) — 3:41
11. «You Don't Have to Go» (Джиммі Рід) — 2:55

## Учасники запису
- Фредді Кінг — гітара, вокал
- Дон Престон — гітара
- Леон Расселл — фортепіано
- Рев. Патрік Гендерсон — фортепіано, орган
- Карл Редл — бас-гітара
- Чак Блеквелл, Джим Келтнер — ударні
- The O'Niell Twins — бек-вокал

Технічний персонал
- Леон Расселл — продюсер, мікшування
- Джон Фрай, Джо ЛеМей — інженер
- Джим Франклін — обкладинка [малюнок і дизайн]
- Лес Бланк — фотографія

## Хіт-паради
Альбоми
| Рік  | Чарт              | Позиція |
| ---- | ----------------- | ------- |
| 1973 | R&B Albums        | 54      |
| 1973 | The Billboard 200 | 158     |